# Steinreich
Steinreich is een gemeente in de Duitse deelstaat Brandenburg, en maakt deel uit van het Landkreis Dahme-Spreewald.
Steinreich telt 458 inwoners.